# Wesley Hunt
Wesley Parish Hunt (Houston, 13 novembre 1981) è un politico ed ex militare statunitense, membro della Camera dei rappresentanti per lo Stato del Texas dal 2023.

## Biografia
Hunt nasce a Houston, in Texas. Ha frequentato la United States Military Academy, dove si è laureato in leadership e gestione con ingegneria meccanica. Negli anni a seguire ha frequentato la Cornell University, dove ha ottenuto tre master in Business Administration, pubblica amministrazione e relazioni industriali e lavorative.Aderente al Partuto Repubblicano, si è candidato nel 2020 alla Camera dei rappresentanti per il 7º distretto del Texas, ma è risultato sconfitto per soli tre punti di percentuale dalla deputata uscente Lizzie Fletcher. Due anni dopo ci ritenta con il neocostituito 38º distretto, dove stavolta è risultato eletto con il 62,95%, entrando in carica il 3 gennaio 2023.